# Carlo Rosati
Carlo Rosati (Livorno, 1876 — Pisa, 1929) foi um matemático italiano.
Introduziu a involução de Rosati.

## Obras
- Scorza, G. (1929), «Carlo Rosati.», Periodico (em italiano), 4 (9): 289–291
- Scorza, G. (1929), «L'opera scientifica di C. Rosati.», Bollettino di Matematica (em italiano), 2 (8): 125–127